# أنيت هاس
أنيت هاس (بالفرنسية: Annette Haas)‏ هي عازفة بيانو سويسرية وفرنسية، ولدت في 1912 في جنيف في سويسرا، وتوفيت في 2002.